# Hemerodromia serrata
Hemerodromia serrata är en tvåvingeart som beskrevs av Saigusa och Yang 2003. Hemerodromia serrata ingår i släktet Hemerodromia och familjen dansflugor. Inga underarter finns listade i Catalogue of Life.